# Теф
Теф, або тефф (Eragrostis tef), Абіссинська трава — рослина родини тонконогові, вид роду гусятник (Eragróstis).

## Поширення та екологія
Батьківщина тефа — Ефіопія, де він і сьогодні є основною зерновою культурою і займає близько 30 % від всієї ріллі. Теф — культура, в основному, високогірна, особливо червоний теф, культивований у горах на висотах до 2500 м над рівнем моря і навіть іноді вище. Білий теф вирощують в основному на висотах 1700—2000 м над рівнем моря. Температура повітря 16-18 °C цілком достатня для зростання і розвитку рослин. У ранній період розвитку тефу необхідна хороша забезпеченість водою. Як тільки припиняються дощі, призупиняється і зростання рослин, що пов'язане з поверхневим розташуванням кореневої системи у тефа.
Теф культивується в основному в Ефіопії та Еритреї. У меншій мірі його вирощують в інших африканських країнах. Рослину інтродуковано також в Індію, Австралію, ПАР, Росію, Україну. Останнім часом проводяться експерименти по його вирощуванню в США (Айдахо, Канзас).

## Біологічна опис

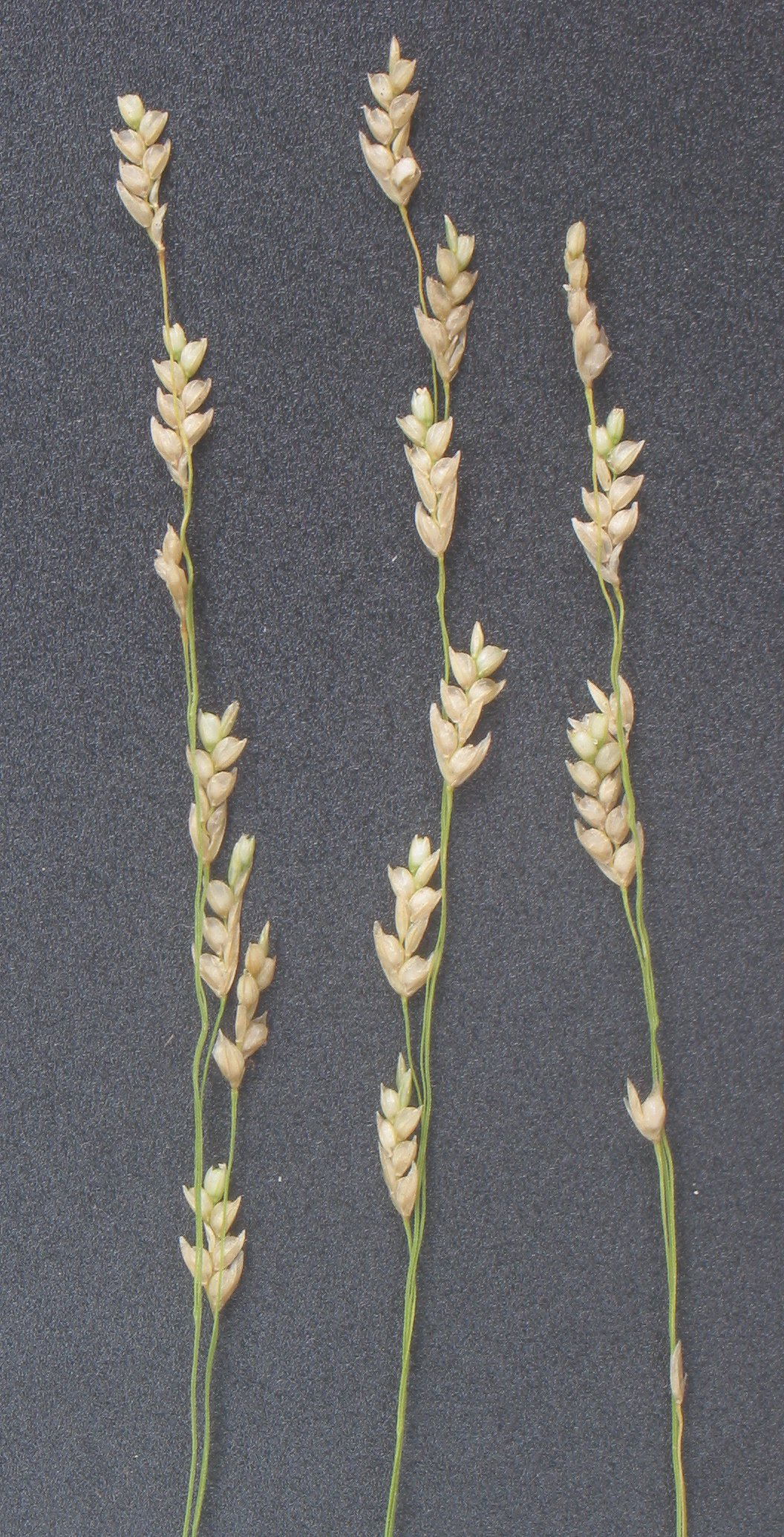
Колосся тефу

Це — однорічна, трав'яниста, самозапильна рослина, яка сильно кущиться. Висота стебла досягає 40-60 см. Суцвіття — довга пухка, поникла волоть із великою кількістю насіння. Плід — дуже дрібна, плівчаста, біла (білий теф) або червонувато-коричнева (червоний теф) зернівка. Маса 1000 зерен становить близько 300 мг.

## Хімічний склад
У зерні тефа міститься: 69,0-74,0 % вуглеводів, 6,0-9,0 % білків, 2,2-3,5 % жирів і 2,4 % зольних речовин. Зернівки тефа багаті залізом. Його в них в 2,4-4,8 рази більше, ніж в зернівках пшениці.

## Використання
В Ефіопії з розмеленого зерна тефа готують коржі (инджера). З суміші борошна пшениці і тефа печуть хліб. В інших країнах Африки рослина культивують як кормову культуру. Зелена маса і солома тефа — хороший корм для тварин.
Зерно тефа має лікувальну властивість — відновлює склад крові, що пояснюється високим вмістом у ньому заліза.
Теф не містить глютен (клейковина, глютен, лат. Gluten — «клей»; поняття, що об'єднує групу білків, виявлених в насінні злакових, особливо пшениці, житі та ячмені). У зв'язку з дослідженнями, які показують можливу нестачу заліза при тривалому дотриманні дієти без глютену (в разі целіакії та інших хвороб непереносності глютену) особливо цінний як додаткове джерело заліза.